# Exochus britannicus
Exochus britannicus är en stekelart som beskrevs av Morley 1911. Exochus britannicus ingår i släktet Exochus och familjen brokparasitsteklar. Inga underarter finns listade i Catalogue of Life.